# Vallecas
Vallecas fue un municipio español perteneciente a la provincia de Madrid. Desapareció como tal el 22 de diciembre de 1950, cuando se efectuó su anexión al término municipal de Madrid. Pertenecía al partido judicial de Alcalá de Henares.
En la actualidad Vallecas constituye una extensa zona de la ciudad de Madrid, cuyo topónimo es el único que pervive de modo pluridistrital dentro de la capital. El territorio del antiguo municipio se divide actualmente en dos distritos capitalinos: al noroeste Puente de Vallecas (230 488 habitantes) y al sureste Villa de Vallecas (107 649 habitantes, que incluye el Ensanche de Vallecas con más de 52.000 habitantes censados).

## Toponimia
El nombre de Vallecas aparece escrito por primera vez como "Balecas" en El fuero de Madrid de 1202, pero no alude a localidad alguna, sino a un carrascal adehesado por el Concejo de Madrid que comprendía los valles del arroyo de los Migueles y el río Jarama. Se trataba de un bien propio de la Villa, cuyas rentas en este momento se destinaban al mantenimiento de la muralla. La resonancia árabe de la palabra Vallecas no es casual si tenemos en cuenta la procedencia etimológica de los nombres de los municipios aledaños como La Salmedina (Fahs al-Madina) y Vaciamadrid (Fahs al-Mayrit). De esta manera el medievalista Iván Pérez Marinas ha propuesto que su nombre provendría del árabe Balda Qasī, cuya traducción es "Villa de Casio".
Por otro lado, Fernández de los Ríos dice que Vallecas proviene de Valli Egas, "valle de Egas", añadiendo que Egas era el nombre del dueño de la alquería.[cita requerida]
Sin embargo, la tradición dice que un rico moro se apoderó del valle donde se encontraba la villa, edificando una casa, varias chozas para viviendas de los pastores y algunos rediles para los ganados. Cuando los cristianos se apoderaron de estas tierras, el rico moro se dirigió con toda su gente al reino de Granada y los vecinos de Torrepedrosa tomaron posesión del valle y le llamaron Valle-kas.[cita requerida]
En el contexto de cierta tradición obrera, contestataria y contracultural del lugar, se suele escribir el topónimo con una «k» supuestamente transgresora, como Vallekas o incluso el Valle del Kas. Muestra de ello es que numerosas iniciativas que tienen lugar en Vallecas incluyen la k en su nombre, con ejemplos como la estación de radio comunitaria Radio Vallekas, el canal de televisión Tele K y el festival Vallekas Rock.

## Ubicación
Situado al sureste de Madrid, los límites del antiguo término municipal quedarían hoy día delimitados por el cerro Almodóvar y la A3 —antigua autovía de Valencia— en el norte, la autopista M-50 al este, el río Manzanares en el sur y la M-30 en el oeste.

## Historia

### Edad Media
El largo periodo de inestabilidad en el que estaba sumida esta zona hasta el siglo XI provocó que en las áreas rurales solo hubiera núcleos habitados junto a las antiguas atalayas, castillos y fortalezas árabes. En el monte de Vallecas se desarrollaron pequeñas aldeas en Mejorada del Campo, el castillo de Rivas, la Torre del Campo o Torre Pedrosa y La Torrecilla (donde se ubicaba la aldea de La Salmedina). Todo el territorio quedó incluido en la Comunidad de Villa y Tierra de Madrid y, por tanto, sujeto a una relación de tipo señorial en la cual la tierra y sus aldeas están sujetas a la jurisdicción y servicio de la Villa, siendo su principal fin el abastecimiento de ésta. 
Pero desde finales del siglo XIV y sobre todo durante el XV, en todas las comunidades de Villa y Tierra, con especial incidencia en la de Madrid, se produce un proceso de privatización de los terrenos comunales asignados al núcleo principal, protagonizado por la oligarquía local, de manera que al llegar el siglo XVI, Madrid perdió el dominio directo sobre todo su alfoz, lo que provocó que muchas de las aldeas empezasen a perder población debido a que el territorio cayó en manos muertas. Por este sistema casi se despuebla totalmente Rivas y así sucede con las poblaciones de La Salmedina y Torrepedrosa. Parte de sus vecinos se debieron trasladar a La Carrantona (futuro Vallecas), donde existían restos de antiguas alquerías, los campos se cultivaban, existía trabajo en régimen de aparcería y se encontraba el asiento árabe del cerro de Almodóvar (lugar donde hoy está la ermita de Nuestra Señora de la Torre).  Nace así el pueblo de Vallecas al oeste del Carrascal de Vallecas y mucho más cerca de Madrid, a la que pronto empieza a abastecer de cereales, paja y pan. A partir del siglo XVII la explotación de las canteras de yeso, la extracción del pedernal y la fabricación de cal, todas ellas materias primas imprescindibles para el desarrollo urbano de la capital, otorgarán a los vecinos nuevos recursos y una cierta bonanza económica, reflejada en el desarrollo social, la oferta de oficios y servicios y algunas construcciones como el Hospital de San Ignacio o la iglesia de San Pedro Ad Víncula. En la Edad Media las tahonas de Vallecas tenían gran prestigio debido al asentamiento en dicho lugar de los inmigrantes de origen francés que se dedicaban a este oficio y tenían cierta facilidad para comprar el trigo o harina a los pueblos del valle del Henares y burlaban con facilidad las normas sobre su abastecimiento en el pósito.

### Edad Moderna
En el marco de la pugna por el valimiento entre Juan José de Austria y la reina madre Mariana de Austria durante la minoría de edad de Carlos II, los habitantes de Vallecas se posicionaron en febrero de 1669 del lado de Juan José de Austria y lo visitaron corporativamente, llegándole a prometer que sus tahonas desabastecerían de pan a Madrid si se lo ordenase. En el siglo XVIII, Vallecas contaba con setenta panaderías, constituyéndose esta actividad en una de sus primeras señas identitarias. En el siglo XVII, Tirso de Molina sitúa ya Vallecas en su obra La villana de Vallecas, publicada en 1620. Esta obra es incluida por Blanca de los Ríos en sus dos volúmenes de las Obras Completas de Tirso de Molina, de la Editorial Aguilar. En 1664 residieron en Vallecas el embajador de Inglaterra sir Richard Fanshawe y su familia debido a la ausencia de una residencia oficial en Madrid, como así relata lady Ann Fanshawe en sus memorias.

### Edad Contemporánea

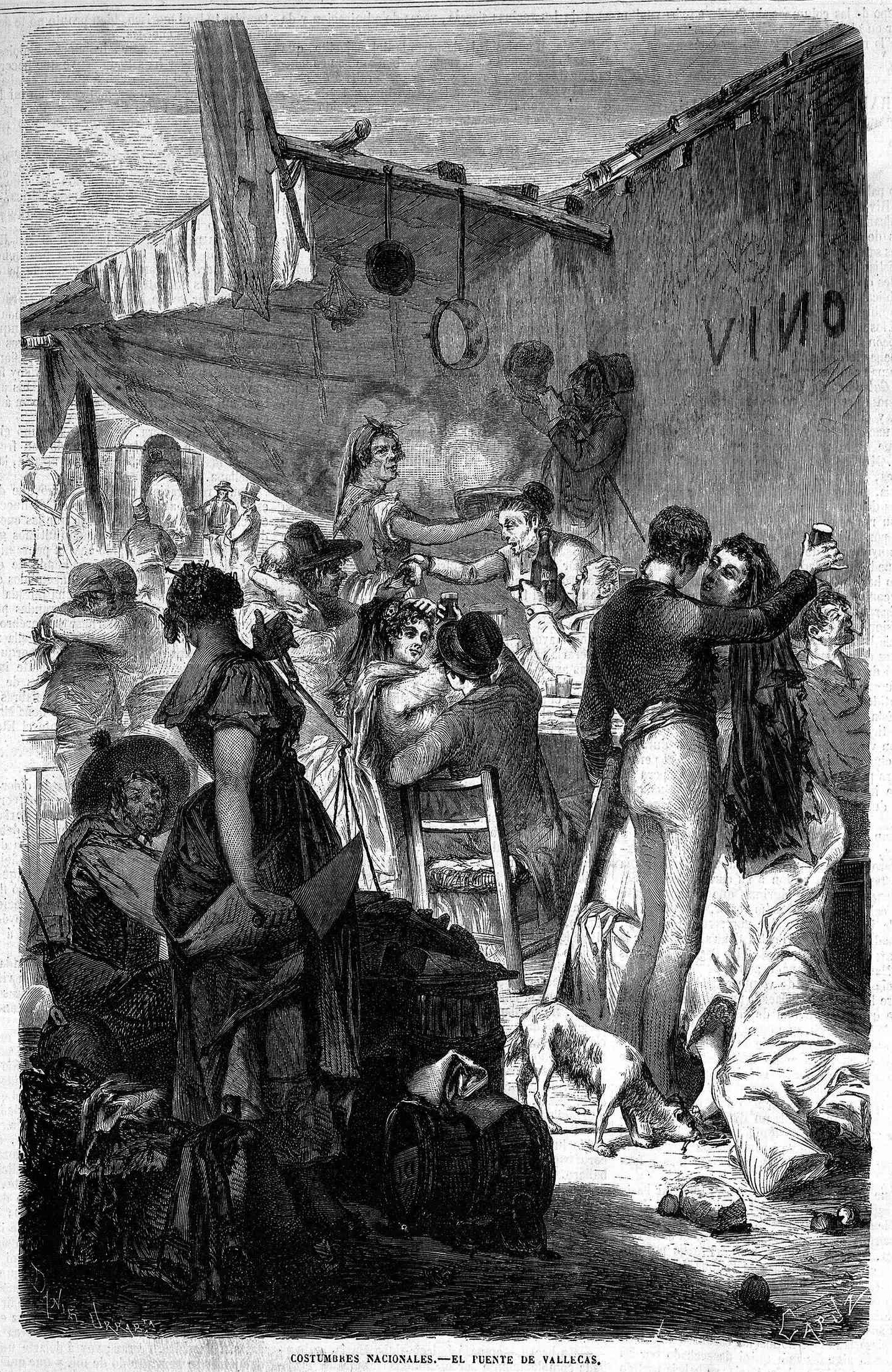
El Puente de Vallecas en la segunda mitad del. Por Daniel Urrabieta (El Museo Universal, 1869)

A finales del siglo XIX, Madrid cuenta ya con un número importante de fábricas atendidas por obreros que se asientan en barrios periféricos como Pacífico. El arroyo Abroñigal por la ausencia de un puente en condiciones que lo salvara, constituía una frontera natural de la ciudad en dirección Sureste. Pero será también en esta época cuando por fin se levante el secularmente demandado puente, agilizándose las comunicaciones y posibilitando la aparición de nuevos asentamientos al otro lado del curso fluvial en el término de Vallecas. Nacen así las colonias de Doña Carlota, Picazo y Nueva Numancia, siendo este último nombre el oficial para el nuevo barrio que, sin embargo, desde el primer momento, se empieza a conocer como el Puente de Vallecas, denominación que finalmente prevalecerá para el suburbio, madrileño por sus características, pero administrativamente vallecano. Los nuevos barrios o barriadas son agrupaciones aisladas de casas, distantes unas de otras hasta varios kilómetros y ocupadas por inmigrantes procedentes del resto de Castilla y que trabajan como obreros sin cualificar, asumiendo también otras ocupaciones humildes. A estos se les fueron sumando otros industriales, especialmente tras la legislación de 1878 que expulsaba del centro de la ciudad a aquellas actividades que pudieran resultar molestas.

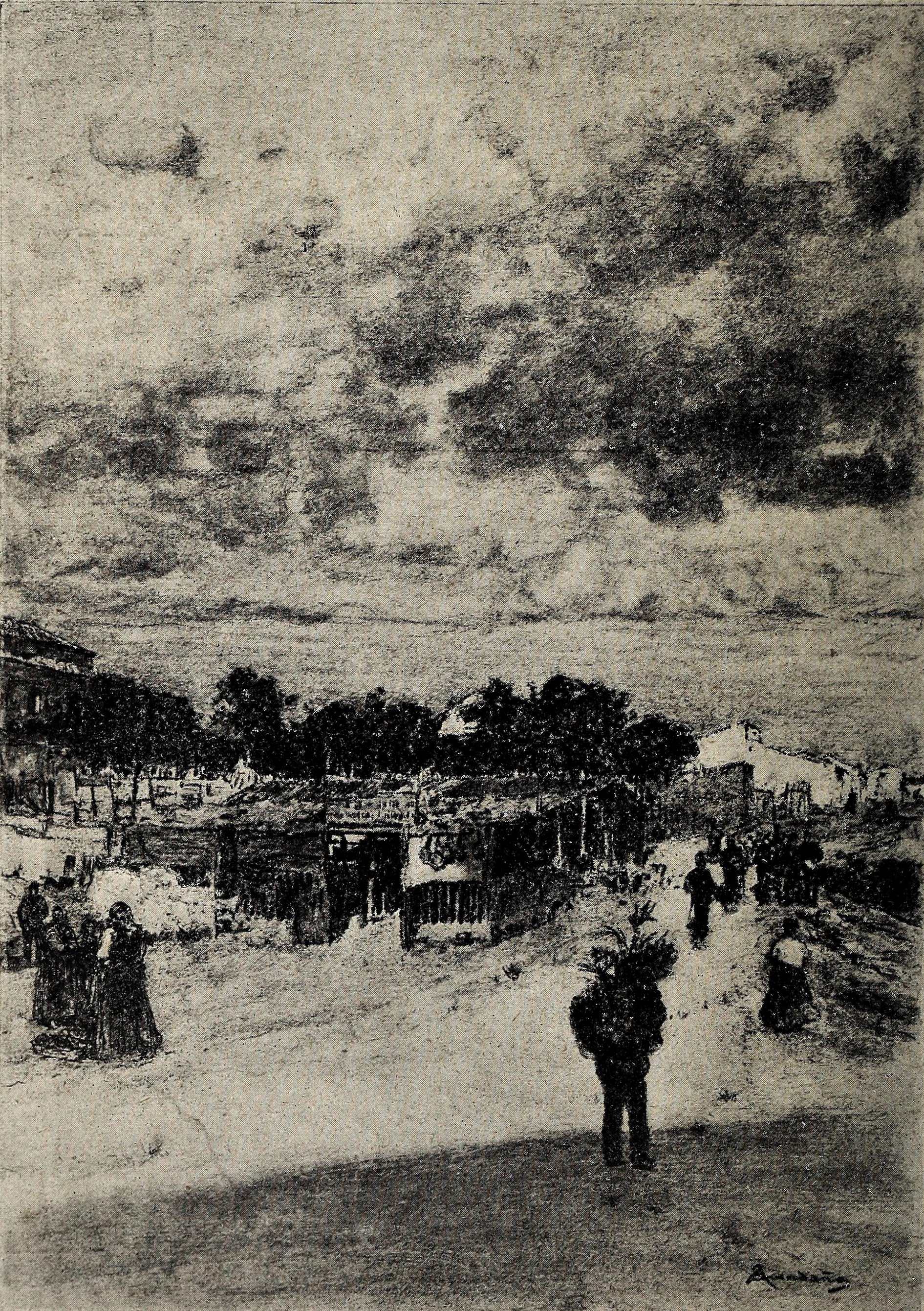
«Paisajes madrileños. Merenderos de Vallecas». Por Serafín Avendaño (Blanco y Negro, 1898)

A partir de 1920 se empezaban a diferenciar la villa, como núcleo rural, y el Puente para el resto del término, aunque administrativamente nunca ha tenido esta categoría, sino la de lugar. El desarrollo de los medios de comunicación separó aún más ambas entidades vallecanas, pues el Metro llegaba al Puente en 1924, disponiendo Villa de Vallecas tan solo de tranvías y trolebuses para comunicarse con este barrio o con Madrid. La sede de la casa consistorial se localizaba en Villa de Vallecas, el núcleo menos poblado, obligando a desplazarse hasta allí, para resolver cualquier cuestión administrativa, a una importante masa de población. Los vecinos del Puente, que acogía al 90 % de los habitantes, se sentían agraviados, tanto por depender de una localidad menos poblada, como por no disponer de los mismos servicios que los madrileños (alcantarillado, empedrado, etc.), que las arcas del municipio vallecano no podían asumir. Ya en 1898 solicitaban agregarse a Madrid, lo que levantó múltiples polémicas y finalmente no prosperó. Pero en el año 1930, el peso de su población se impuso (superaba los 50 000 habitantes), además de que se había convertido en el centro económico y social del municipio, por lo que candidatos procedentes de las barriadas empezaron a presentarse a las elecciones municipales y a ganarlas, hasta que en 1931, el ayuntamiento y todos sus servicios fueron trasladados al Puente, quedando en la Villa tan solo un juez de paz y un delegado de alcalde.
Los años previos a la guerra civil española, así como los de la guerra misma, se vieron marcados por la condición eminentemente obrera e izquierdista del municipio, así como por su situación intermedia entre Madrid y Valencia, donde se había trasladado el gobierno de la República, haciendo de Vallecas lugar de paso entre ambas ciudades. Destacada en la defensa de Madrid, Vallecas sufrió duros ataques durante la guerra: sus consecuencias fueron documentadas por el fotógrafo Robert Capa, que publicó en diciembre de 1936 un amplio reportaje en la revista Regards sobre el padecimiento de quienes habían perdido sus hogares en los bombardeos aéreos.
Los primeros años tras la guerra, como en el resto de España, la población sufrió hambre y necesidades. Con el trascurrir de los años, Vallecas recuperó su condición de barrio de aluvión, comenzando a crecer rápidamente a partir de la década de 1950 con la llegada de numerosos emigrantes a la capital procedentes de zonas pobres y eminentemente agrarias del país. Tras la Guerra Civil, los barrios del Pozo y Villa de Vallecas quedaron muy dañados, y Entrevías totalmente arrasado. En las décadas de 1940 y 1950 la inmigración procedente principalmente de Castilla, Extremadura, La Mancha y Andalucía se asentó en los barrios de Entrevías, el Pozo y Palomeras construyendo pequeñas casas que formaron un barrio humilde y desordenado de calles de barro, chabolas y casas bajas, muchas de ellas construidas por sus propios habitantes. Fue en 1950 cuando se produjo la desaparición del Ayuntamiento de Vallecas. El decreto de anexión de Vallecas al término municipal de Madrid fue publicado en el Boletín Oficial del Estado el 13 de diciembre de 1950:

DECRETO de 10 de noviembre de 1950, por el que se aprueba la anexión total del término municipal y Ayuntamiento de Vallecas al de Madrid

El Ayuntamiento de esta capital, en uso de las facultades que le confiere el artículo cuarto del Decreto de primero de marzo de mil novecientos cuarenta y cuatro, para la Ordenación Urbana de Madrid y sus alrededores, acordó, en sesión de doce del pasado mes de mayo la anexión total del término municipal y Ayuntamiento de Vallecas, habiéndose cumplido en la tramitación del expediente no sólo los preceptos del indicado Decreto, sino los aplicables al caso de la vigente Ley Municipal, de treinta y uno de octubre de mil novecientos treinta y cinco. En su virtud, a propuesta del Ministro de la Gobernación conforme con el dictamen del Consejo de Estado y previa deliberación del Consejo de Ministros,
DISPONGO:
Artículo primero.—Se aprueba la anexión total del término municipal y Ayuntamiento de Vallecas al de Madrid.
Artículo segundo.—Por el Ministro de la Gobernación se dictarán las disposiciones consiguientes para que se lleve a efecto lo anteriormente dispuesto.
Dado en Madrid a diez de noviembre de mil novecientos cincuenta.
FRANCISCO FRANCO.

El ministro de la Gobernación, Blas Pérez González.

Vallecas tras la desaparición del municipio

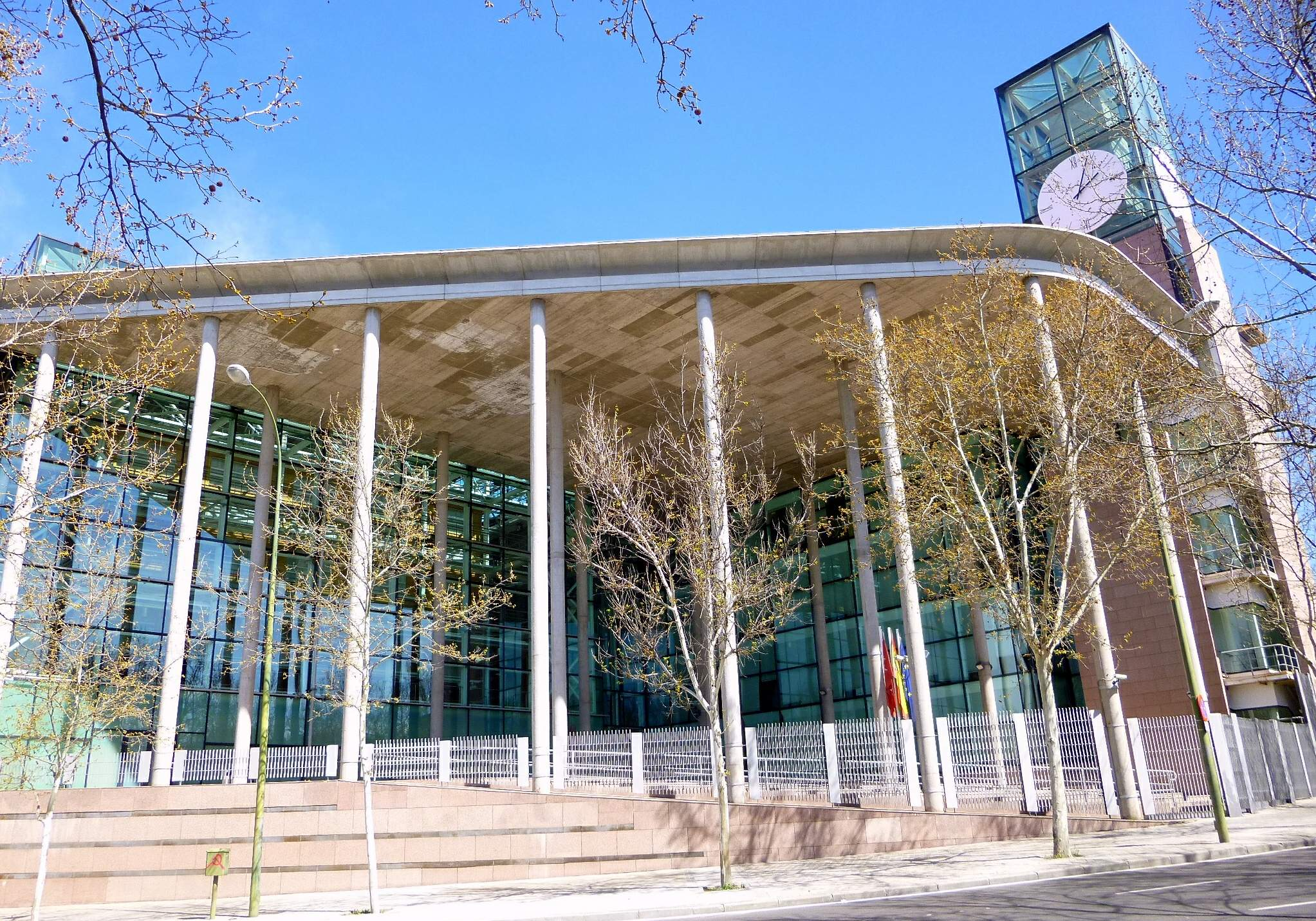
Sede de la Asamblea de Madrid, situada en el distrito de Puente de Vallecas.

En la década de 1960, las zonas limítrofes de Madrid se fueron revalorizando, mientras la ciudad le ganaba terreno al sur. Los intentos de la Administración de realizar expropiaciones y realojamientos para facilitar esas remodelaciones fueron encontrando paulatinamente movilizaciones vecinales, que serían el inicio del fuerte movimiento asociativo vallecano que llega hasta nuestros días. Dicho movimiento tuvo, una vez más por el carácter bullicioso e «izquierdista» del barrio, también una vertiente reivindicativa política de lucha contra la dictadura franquista. En los años sesenta el éxodo rural seguía teniendo efectos en Vallecas, instalándose también en la zona de la Villa de Vallecas por lo tanto aumentaban los bloques pequeños de pisos y casas. A partir de los años setenta las casas bajas fueron dando lugar a bloques pequeños de pisos en las zonas más urbanizadas. Mientras, en Entrevías y El Pozo del Tío Raimundo se construían colonias organizadas de casas adosadas.[cita requerida] Desde los años ochenta hasta la actualidad se comenzaron a construir altos edificios de pisos en urbanizaciones con zonas ajardinadas y grandes avenidas. La avenida principal es la avenida de la Albufera, que atraviesa Vallecas de este a oeste. Otras calles importantes, que comunican la avenida principal con otros barrios vallecanos son la calle sierra del Cadi, Puerto de Canfranc, Payaso Fofó, Pedro Laborde, Pablo Neruda, Rafael Alberti, Miguel Hernández y José Paulete. También destacan sus dos grandes paseos o bulevares: el paseo Federico García Lorca en Villa y el bulevar propiamente dicho en Puente de Vallecas (oficialmente calle Peña Gorbea), de dicho bulevar parte la famosa «Batalla naval de Vallekas». De reciente construcción es el Ecobulevar en el Ensanche. La llegada de la democracia trajo los avances sociales esperados (el realojamiento de más de 12 000 casas en viviendas de protección oficial), pero también nuevos problemas: la década de 1980 trajo una importante degradación, debido a la proliferación de la droga y delincuencia. Del mismo modo es destacable el auge de las actividades culturales llevadas a cabo por movimientos sociales y políticos de carácter vecinal, herederos del carácter del barrio. En 1987 se produjo la división administrativa en los dos distritos actuales: Puente de Vallecas y Villa de Vallecas. También a principios de los años ochenta se construyó en el distrito de Villa de Vallecas, Mercamadrid siendo este el mayor mercado de distribución de alimentos de España. Además, en 1982 se inauguró el museo municipal de bomberos de Madrid en el barrio de Portazgo (distrito de Puente de Vallecas).
En la década de 1990, simultáneamente al descenso del problema asociado a la drogadicción, se urbanizaron grandes zonas de casas bajas como Palomeras y El Pozo del Tío Raimundo, que fueron derruidas en su totalidad para crear el denominado «Madrid Sur», con edificios modernos, parques y anchas calles, presidido en la actualidad por la Asamblea de Madrid, el órgano legislativo de la Comunidad de Madrid. Asimismo se desmantelaron los poblados de la droga como «La Celsa» (cerca de Entrevías) o «La Rosilla» (en el polígono de Vallecas Villa), manteniéndose únicamente en la actualidad el denominado «Las Barranquillas», en una zona apartada junto a Mercamadrid.
El inicio del siglo XXI trajo la importante ampliación del distrito de Villa de Vallecas con la construcción del desarrollo urbanístico conocido como Ensanche de Vallecas y el desarrollo urbanístico de Valdecarros Madrid. Asimismo, la última década ha traído consigo un importante aumento de la población de origen extranjero, que como en décadas precedentes llega a Vallecas emigrando de sus lugares de origen.

## Demografía
| Gráfica de evolución demográfica de Vallecas entre 1842 y 1940 |
| |
| Población de derecho según los censos de población del INE. Población de hecho según los censos de población del INE.En este censo se denominaba Vallecas y Vacía Madrid: 1842 Entre el censo de 1857 y el anterior, disminuye el término del municipio porque transfiere la entidad Vaciamadrid a 28123 (Rivas de Jarama) Entre el censo de 1950 y el anterior, este municipio desaparece porque se integra en el municipio 28079 (Madrid) |

## Urbanismo
Vallecas tiene su origen en el distrito de Villa de Vallecas, más concretamente en el barrio del casco histórico[cita requerida]. Esta zona tiene características urbanísticas de un medio rural que con el paso de los años se han ido modificando. En 1875 cuando Madrid empezaba a construir su ensanche y veía surgir el extrarradio, ya el suburbio del Puente de Vallecas presentaba una disposición lineal a lo largo de la carretera Madrid-Valencia[cita requerida], en el norte aparecía configurado y diferenciado del barrio de Doña Carlota, que delimitaba con el arroyo de las Moreras, la dehesa de Moratalaz y el campo de maniobras del ejército para los cuarteles de Pacífico. Este barrio estaba unido con el Puente de Vallecas, merced a la carretera de D.ª Carlota, que atravesaba una amplia zona completamente libre de construcciones, salvo un pequeño núcleo en torno al camino de Valderrivas. En el extremo opuesto, el núcleo construido allí era más compacto y abigarrado que los anteriores. Pero, según se continuaba por la arteria principal, antigua carretera de Valencia, volvían a aparecer numerosas huertas y granjas, algunas de gran tamaño, como, por ejemplo las existentes en el arroyo del Olivar. El espacio que ahora ocupa Portazgo y Alto del Arenal, aún estaba destinado a campos de cultivo. 
Como barrios diferenciados, en 1900 nos encontramos con: D.ª Carlota, Nueva Numancia, Vallecas, La China y 56 viviendas en grupos inferiores. Posteriormente, la desproporción demográfica existente entre ellos obligó a la división en cuatro distritos municipales: Villa Norte de Nueva Numancia y D.ª Carlota, Centro de Nueva Numancia y Sur de Nueva Numancia y La China.[cita requerida]
En 1920 se efectuó una nueva distribución en distritos: Villa, Norte, Centro y Sur, en la que ya se nombran los barrios de Entrevías, Picazo, Japón y Mesa[cita requerida]. En 1930 se segrega del distrito Sur, el barrio de Entrevías, constituyendo el quinto distrito del municipio, quedando así la organización administrativa hasta después de la Guerra Civil[cita requerida].
Actualmente Vallecas se distribuye en dos distritos: Villa de Vallecas, con los barrios administrativos de casco histórico de Vallecas, Ensanche de Vallecas y Santa Eugenia; y Puente de Vallecas, con los barrios administrativos de Entrevías, San Diego, Palomeras Bajas, Palomeras Sureste, Portazgo y Numancia.

## Patrimonio

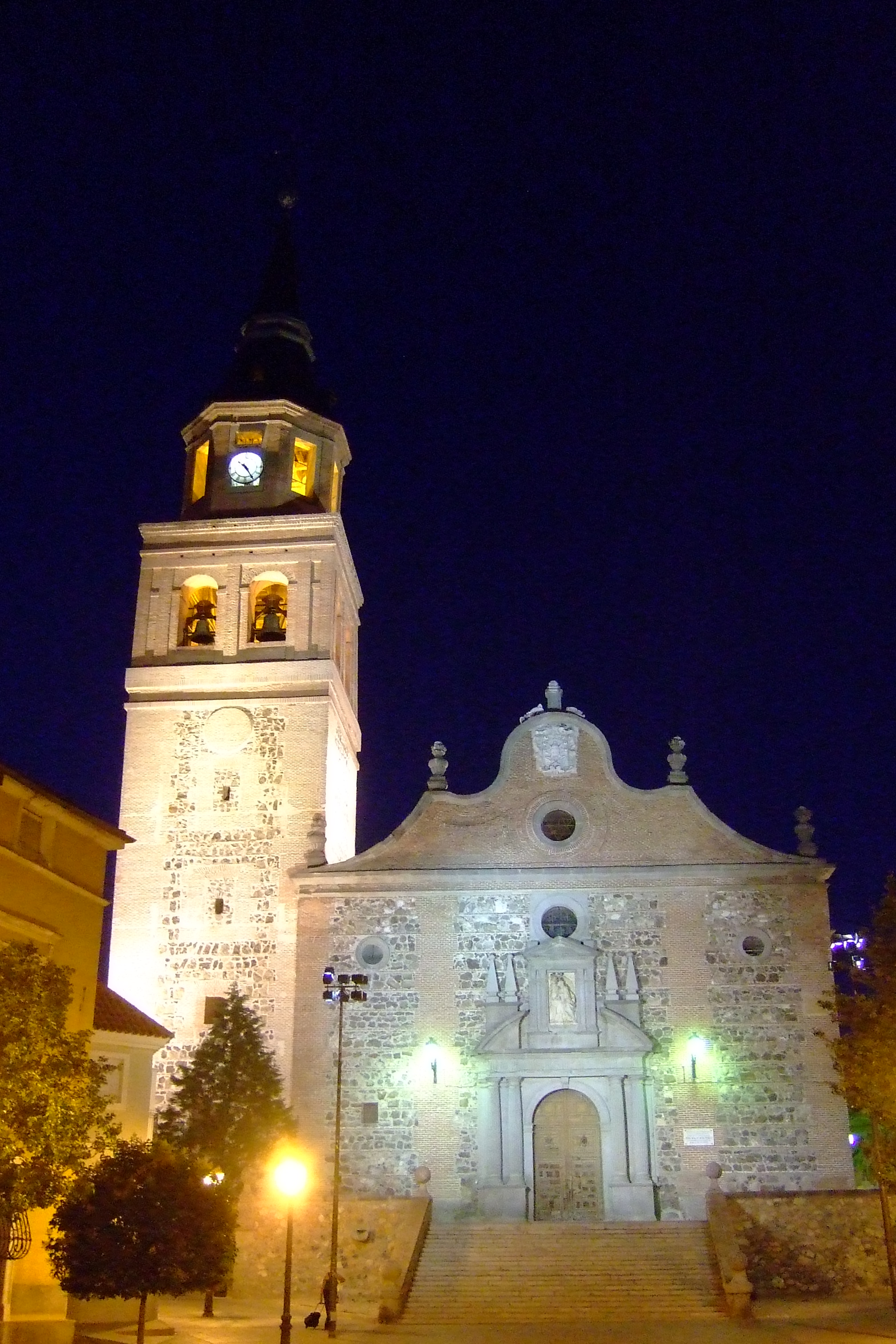
La iglesia de San Pedro ad Vincula.

La iglesia de San Pedro Ad Víncula se encuentra emplazada en el casco histórico de Vallecas (distrito de Villa de Vallecas). La iglesia fue diseñada por Juan de Herrera en el año 1600, siendo la actual torre un añadido de Ventura Rodríguez en el año 1775. Fue restaurada por Francisco Caballero Lasierra en el año 1965 y proyectada y después restaurada de nuevo por José Miguel Ávila Jalvo entre los años 1996 y 2002. Fue declarada Bien de Interés Cultural en el año 1995. Cabe destacar la vida sacerdotal de Luis Villalvilla Santos, párroco de esta parroquia durante cincuenta años, en la cual fundó una banda de música y una coral con el mismo nombre de la parroquia, hoy desaparecidas. En esta iglesia fue bautizado en 1759 Juan Malasaña, héroe de la Guerra de Independencia y padre de Manuela Malasaña.

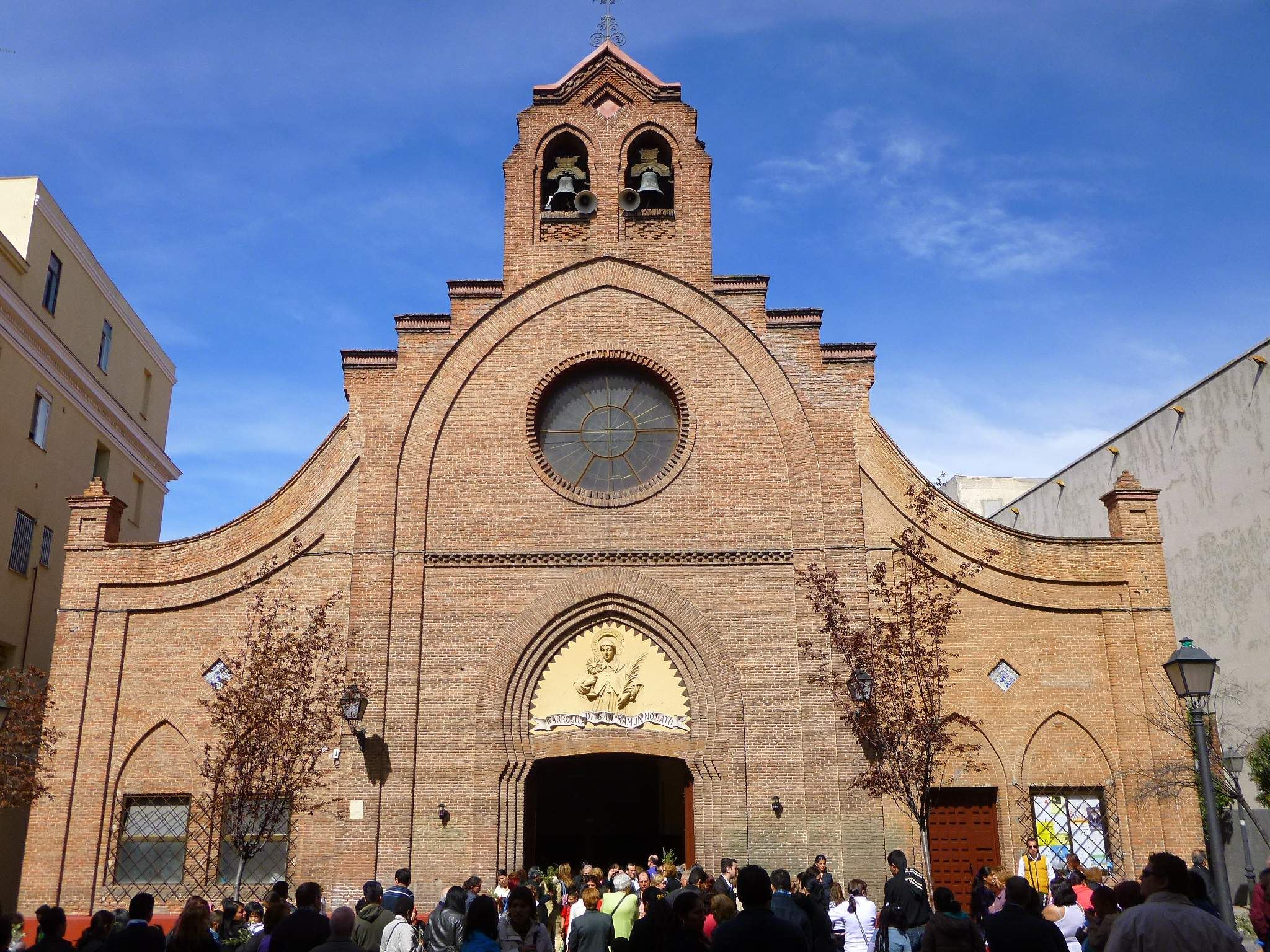
Iglesia de San Ramón Nonato

La iglesia de San Ramón Nonato está en el barrio de San Diego (distrito de Puente de Vallecas). Se construyó a principios del siglo XX, su estilo es neomudéjar madrileño. El interior presenta una estética ecléctica con un rosetón en la fachada y dos ventanales árabes de las fachadas laterales del crucero. La planta rectangular acoge el presbiterio, más elevado que el resto de la nave, y la nave única con doble coro en sus pies, precedida de un pequeño atrio de arco árabe, sobre el cual se asienta la espadaña de las campanas, con doble ventana ajimezada en forma de herradura apuntada, rematando en la cruz de hierro de forja. En los laterales de la nave central y a continuación del presbiterio, se abren dos pequeñas naves laterales, de menor altura, que acogen los altares de Nuestra Señora del Carmen y del Santísimo Sacramento confiriendo al conjunto una airosa y proporcionada planta de cruz latina. Este templo lo mandó construir la familia Villota de la Presilla (Isidro y Ramona) en memoria de su hijo Ramón, fallecido muy joven (enterrado con sus padres y otros familiares en la cripta). Anteriormente al templo parroquial, existía una capilla dedicada a Nuestra Señora del Carmen en la calle de la Presilla, cuya imagen pasó al templo iniciado en 1903 y terminado en 1907 y allí siguió al ser erigido el templo en parroquia en 1910, hasta hoy.
La ermita de Nuestra Señora de la Torre se encuentra ubicada a unos cuatro kilómetros de Villa de Vallecas, en la carretera del Cristo de Rivas. Fue iglesia de Torrepedrosa, pueblo que existió en aquel lugar. Tenía un retablo dorado con la imagen de la Virgen de la Torre, varios retablos laterales con distintas imágenes, un buen órgano de tubos. Cuando se despobló aquel sitio fue entonces cuando aquel templo quedó anexionado a la iglesia de San Pedro Ad Vincula de Villa de Vallecas. La ermita de la Virgen de la Torre se encuentra ubicada a unos cuatro kilómetros de la villa de Vallecas en la carretera del Cristo de Rivas. Fue en tiempos parroquia de un pueblo que existió en aquel lugar, que se llamaba Torrepedrosa. Tenía un retablo dorado con la imagen de la Virgen de la Torre, varios retablos laterales con distintas imágenes, su buen órgano de tubos y demás ornamentos y utensilios para las celebraciones. Con el tiempo aquel sitio fue despoblándose hasta quedar pocos vecinos, según informan las Relaciones geográficas de España ordenadas por Felipe II. Hoy ya totalmente deshabitado. Fue entonces cuando aquel templo quedó anexionado a la parroquia de S. Pedro ad Vincula de la villa de Vallecas, que anteriormente ya estaba atendido por los sacerdotes de la misma, según consta en los libros del archivo parroquial. Con este motivo aquel edificio se constituyó en ermita cuya imagen de la Virgen empezó a ser venerada de una manera especial por las gentes de la villa de Vallecas, que hacían frecuentes romerías para visitarla y rendirle culto. Posteriormente fue creciendo el interés por el lugar, hasta celebrarse allí grandes festejos religiosos y populares en su hermosa pradera que ocasionarían la gran Romería que se sigue celebrando para traer o llevar la imagen de la Virgen en los meses de mayo y septiembre respectivamente y nombrarla Patrona de la villa de Vallecas. Tenemos que decir que la Patrona de esta villa, anteriormente fue la Santísima Virgen del Rosario y que por motivos del interés sobre la otra imagen pasaría a ser esta la Copatrona. Leyendas, tradiciones y anécdotas han ido sucediéndose a través del tiempo sobre la Imagen y el lugar, que han dado su colorido y gracia a las gentes sencillas de esta villa. La realidad histórica, sin embargo es la que hemos relatado anteriormente. Tenemos que resaltar la gran devoción popular que la villa profesa a su patrona, como lo demuestra la asistencia masiva sobre todo en septiembre en la gran Romería que sale de su ermita con la imagen de la Virgen. Durante el trayecto se reza el Santo Rosario. A la llegada cercana a las primeras casas, se hacen grandes hogueras y el pueblo en masa acude a recibir a su Patrona. Hay una nota del historiador Gregorio de Andrés en uno de sus cuadernos, en el número 53 que dice: «Iglesia de la Torre. Entiendo que este pueblo se identifica con la Torre del Pedrero, que nos describen las Relaciones geográficas, lugar situado a unos cinco kilómetros, entre Ribas y Madrid, cerca de Vallecas, de cuya iglesia era aneja la de La Torre. Frutos: una fanega de trigo con 8 celemines y 36 fanegas de cebada con 8 celemines. Rentas: 782 maravedí es y medio. Los objetos sagrados son los comunes y no abundantes. Tiene el cura hasta una yunta de tierras de pan». Su coronación canónica tuvo lugar en septiembre de 2001, llevada a cabo por Antonio María Rouco Varela.

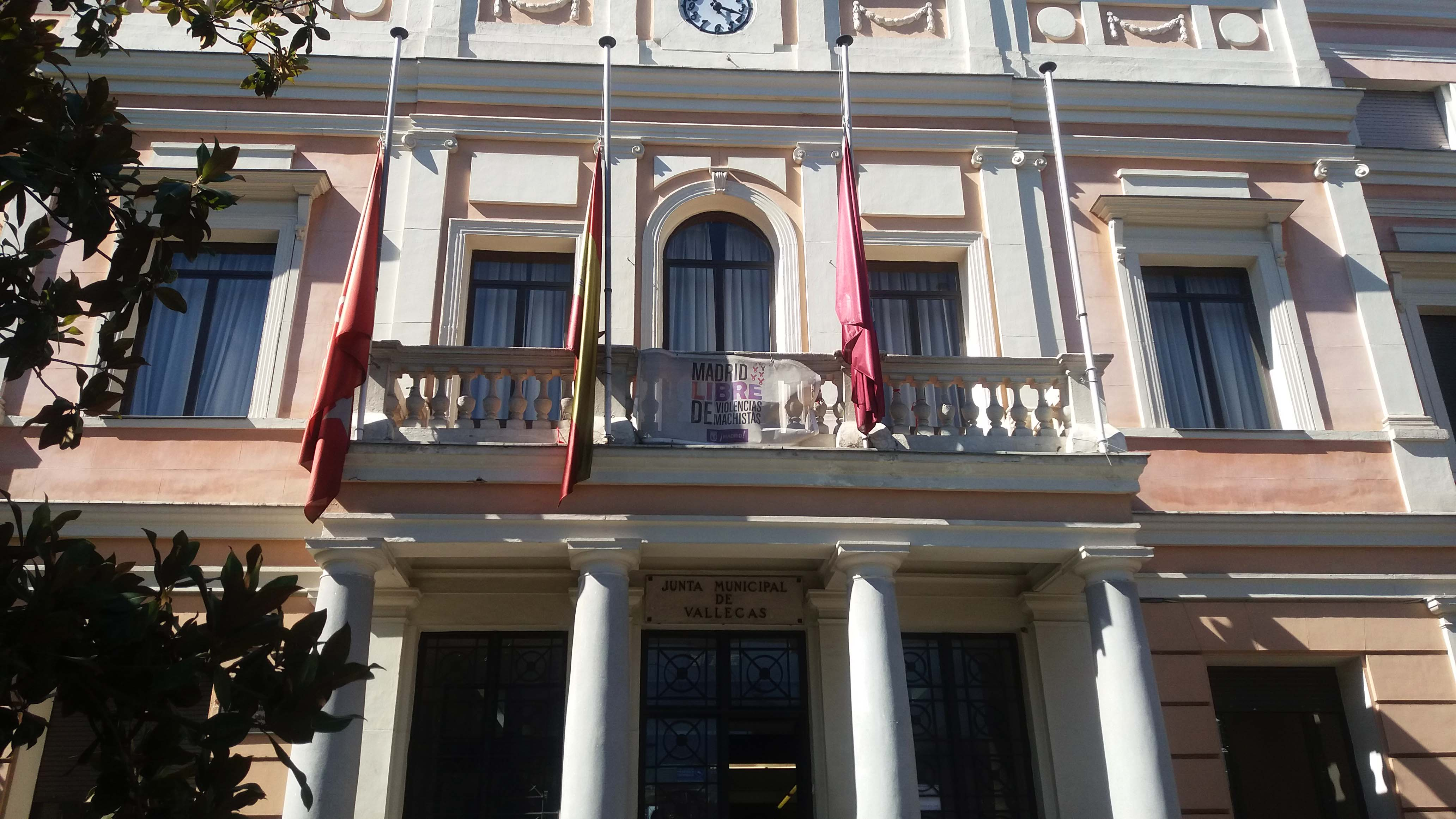
Última casa consistorial de Vallecas, actual Junta municipal de Puente de Vallecas.

El edificio de la Junta municipal de Puente de Vallecas, última sede del Ayuntamiento de Vallecas, está ubicado en el barrio de San Diego (distrito de Puente de Vallecas). Fue construido en 1947 con ladrillo y hormigón armado. Tiene tres plantas sobre rasante, y una fachada con un lenguaje de arquitectura clásica. Se observa un pórtico de entrada sobre una escalinata y una balconada con un gran reloj en el eje central. En el interior del edificio, la escalera principal está construida en mármol y tiene una barandilla de hierro con aplicaciones de metal-latón y vidrieras artísticas originales. El vestíbulo noble conserva las puertas con su diseño original, talladas en cuarterones decorados y un magnífico plafón translúcido de vidriera emplomada, que transmite la luz cenital de una claraboya central. Finalmente, el salón de actos conserva la decoración clásica original, paramentos con pilastras estucadas, remates moldurados y casetones en el techo, puertas talladas, mobiliario y lámparas. Además, el salón de actos tiene adosado en la pared el escudo en mármol de Vallecas y, también, labrado en la silla de madera del presidente de la Junta municipal. Este edificio está incluida en el Catálogo de Edificios Protegidos con nivel 2 de protección, grado estructural, del Ayuntamiento de Madrid.
El edificio original que albergaba el Ayuntamiento de Vallecas se ubicaba en la antigua plaza de la Constitución (hoy calle de sierra Gádor) en el actual distrito de Villa de Vallecas, demolido a mediados de los años 80 para construir un centro de Madrid  Salud del Ayuntamiento de Madrid.

## Vallecas en el arte

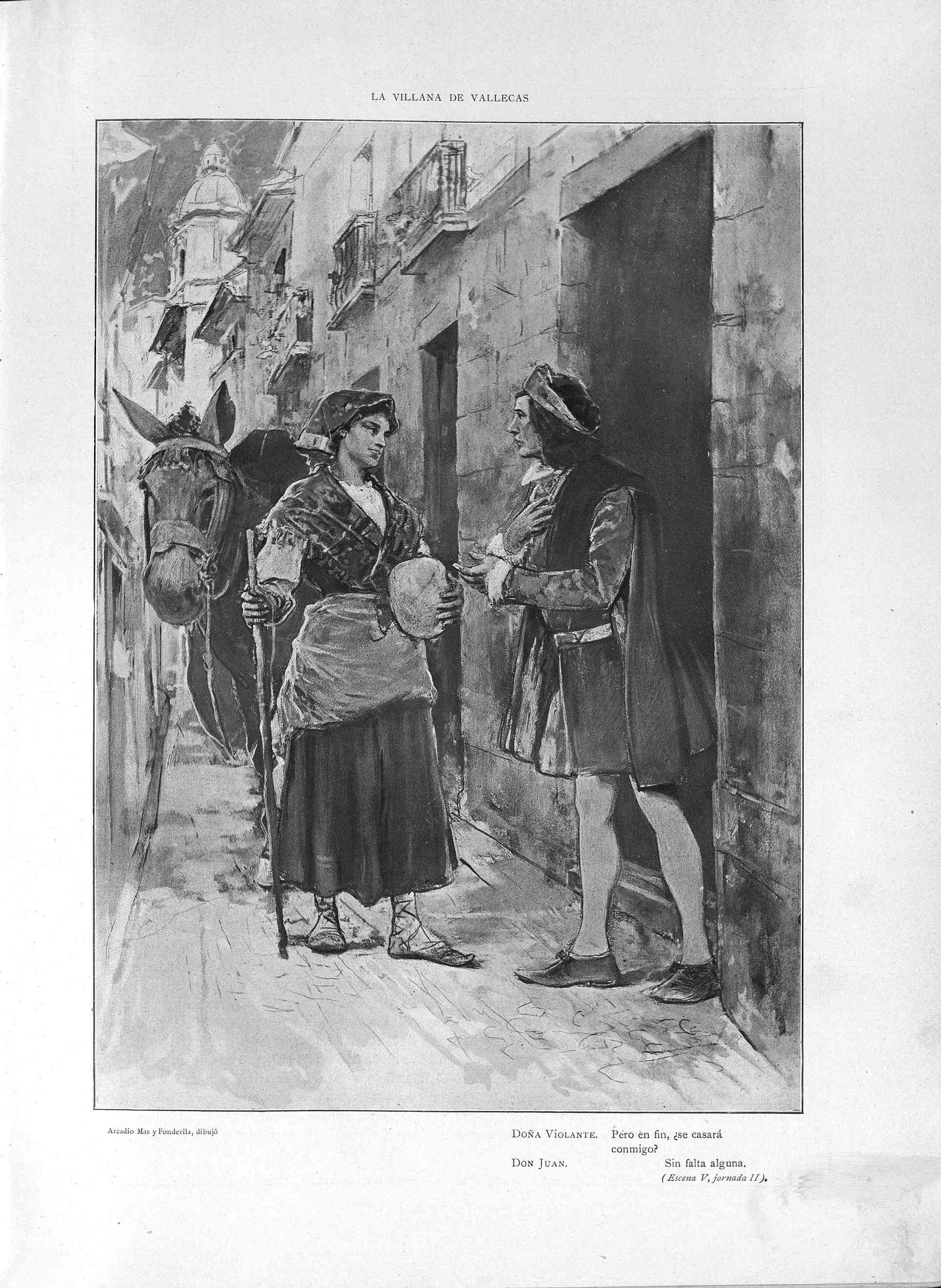
Escena de La villana de Vallecas

- La villana de Vallecas, de Tirso de Molina.
- Las segadoras de Vallecas (1768), sainete de Ramón de la Cruz.
- La estanquera de Vallecas (1981), obra de teatro de José Luis Alonso de Santos.
- La estanquera de Vallecas (1987), película de Eloy de la Iglesia, adaptación de la obra de teatro homónima.
- Escuela de Vallecas, troupe de pintores encabezada por Alberto Sánchez Pérez y Benjamín Palencia.